# Luxcrypt
Luxcrypt was een coderingsvorm van fabrikant Irdeto die door RTL 4 gebruikt werd voor de analoge satellietuitzendingen op Astra 19,2 graden oost tussen 1989 en 1996. Vanaf 1993 werd de codering ook gebruikt voor de toen nieuwe commerciële televisiezenders RTL 5, SBS6 en Veronica. Om het signaal te kunnen weergeven was een speciaal kastje nodig dat via de Astra W15-connector op de analoge satellietontvanger moest worden aangesloten.
De codering maakte gebruik van het verwijderen van de synchronisatiepuls van het PAL-signaal en willekeurige inversie van het videosignaal. Hierdoor kon zonder decoder het beeld niet stabiel worden weergegeven op een televisie en draaiden de kleuren soms om; wit werd dan zwart en zwart werd wit. Het geluid werd niet gecodeerd.
Kenmerkend voor het systeem was dat het niet nodig was een insteekkaart te gebruiken.
In de regel werden bij RTL films gecodeerd uitgezonden, terwijl eigen producties ongecodeerd te zien waren. Bij SBS6 werden alle uitzendingen permanent gecodeerd.
Nadat in 1996 de analoge uitzendingen stopten werd voor schotelbezitters de decoder nutteloos. Op de kabel werd het signaal van filmnet echter gecodeerd door middel van Cablecrypt. Omdat deze codering hetzelfde werkte als Luxcrypt was het met een eenvoudige aanpassing mogelijk om via de Luxcryptdecoder het Cablecryptsignaal te decoderen. Het geluid dat digitaal verzonden werd bij Cablecrypt is echter nooit gekraakt.

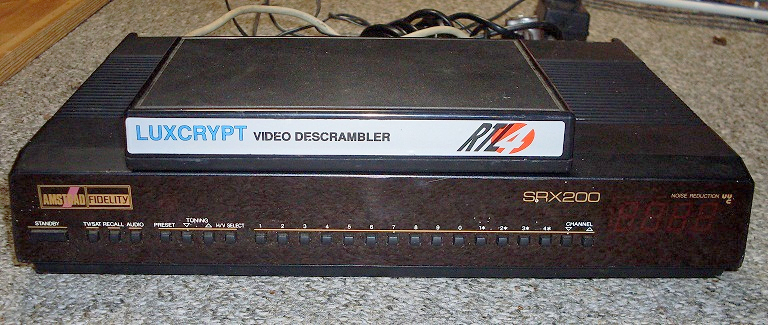
Luxcrypt decoder

Ook via tvkaarten werd het mogelijk het signaal te kraken door de synchronisatiepulsen toe te voegen.